# 黃士瀛
黃士瀛（？年—？年），字仙嶠，號少甫，一號海門，行一，湖北荊州府松滋縣人，道光元年辛巳恩科湖北鄉試舉人，道光三年癸未科進士，翰林院編修。歷任雲南迤南道、四川永甯道、四川鹽茶道。